# 阿苏马尔
阿苏马尔是葡萄牙波塔莱格雷区的一个堂区。总面积63.68平方公里，总人口687人，人口密度10.8人/平方公里。